# Arne Maier
Arne Maier (Ludwigsfelde, 1999. január 8. –) német korosztályos válogatott labdarúgó, az Augsburg játékosa.

## Pályafutása

### Klubcsapatban
Szülővárosa csapatából került 2007-ben a Hertha BSC akadémiájára. 2017. április 15-én mutatkozott be a Hertha BSC II csapatában a Berliner AK elleni negyedosztályú bajnoki mérkőzésen. Május 13-án az első csapatban is bemutatkozott, a 90. percben Salomon Kalou cseréjeként. November 28-án kezdőként lépett pályára a Borussia Mönchengladbach ellen és végig játszotta az élvonalbeli mérkőzést. 2020 októberében meghosszabbította szerződését, majd kölcsönbe távozott az Arminia Bielefeld csapatához. Október 25-én mutatkozott be a VfL Wolfsburg ellen 2–1-re elvesztett bajnoki találkozón. 2021 nyarán visszatért a Hertha csapatához a nyári felkészülési időszakra.
2021. augusztus 9-én vételi opcióval kölcsönbe került az Augsburg csapatához. Augusztus 14-én debütált a TSG 1899 Hoffenheim ellen 4–0-ra elvesztett bajnoki mérkőzésen. 2022. január 22-én első gólját szerezte meg a Bayer 04 Leverkusen elleni bajnoki találkozón, amit 5–1-re elvesztettek. Május 24-én a klub élt opciós jogával és 3+1 éves szerződést kötött vele.

### A válogatottban
Tagja volt a német U17-es labdarúgó-válogatottnak, amely részt vett a 2016-os U17-es labdarúgó-Európa-bajnokságon. A 2019-es és a 2021-es U21-es labdarúgó-Európa-bajnokságra utazó 23 fős keretnek is a tagja volt.

## Statisztika
2024. február 10-i állapot szerint.
| Klub              | Szezon           | Bajnokság | Bajnokság | Kupa  | Kupa | Európa | Európa | Összesen | Összesen |
| Klub              | Szezon           | Mérk.     | Gól       | Mérk. | Gól  | Mérk.  | Gól    | Mérk.    | Gól      |
| ----------------- | ---------------- | --------- | --------- | ----- | ---- | ------ | ------ | -------- | -------- |
| Hertha BSC II     | 2016–17          | 3         | 0         | –     | –    | –      | –      | 3        | 0        |
| Hertha BSC II     | 2017–18          | 5         | 0         | –     | –    | –      | –      | 5        | 0        |
| Hertha BSC II     | 2019–20          | 1         | 0         | –     | –    | –      | –      | 1        | 0        |
| Hertha BSC II     | Összesen         | 9         | 0         | 0     | 0    | 0      | 0      | 9        | 0        |
| Hertha BSC        | 2016–17          | 1         | 0         | 0     | 0    | –      | –      | 1        | 0        |
| Hertha BSC        | 2017–18          | 17        | 0         | 1     | 0    | 3      | 0      | 21       | 0        |
| Hertha BSC        | 2018–19          | 24        | 0         | 2     | 0    | –      | –      | 26       | 0        |
| Hertha BSC        | 2019–20          | 14        | 0         | 1     | 0    | —      | —      | 15       | 0        |
| Hertha BSC        | 2020–21          | 2         | 0         | 0     | 0    | —      | —      | 2        | 0        |
| Hertha BSC        | Összesen         | 58        | 0         | 4     | 0    | 3      | 0      | 65       | 0        |
| Arminia Bielefeld | 2020–21          | 16        | 0         | 0     | 0    | —      | —      | 16       | 0        |
| Arminia Bielefeld | Összesen         | 16        | 0         | 0     | 0    | 0      | 0      | 16       | 0        |
| Augsburg          | 2021–22          | 29        | 1         | 1     | 0    | –      | –      | 30       | 1        |
| Augsburg          | 2022–23          | 30        | 5         | 2     | 1    | –      | –      | 32       | 6        |
| Augsburg          | 2023–24          | 9         | 0         | 1     | 0    | –      | –      | 10       | 0        |
| Augsburg          | Összesen         | 68        | 6         | 3     | 1    | 0      | 0      | 71       | 7        |
| Karrier összesen  | Karrier összesen | 151       | 6         | 7     | 1    | 3      | 0      | 161      | 7        |

## Sikerei, díjai
- Németország U21
  - U21-es labdarúgó-Európa-bajnokság: 2021